# قلعة غنجي (إبراهيم أباد)
قلعة غنجي (بالفارسية: قلعه گنجی) هي قرية تقع في إيران في قسم ابراهیم أباد الريفي. يقدر عدد سكانها بـ 316 نسمة .